# 彼得·克施尼策尔
彼得·克施尼策尔（德語：Peter Gschnitzer，1953年7月10日—），意大利男子雪橇运动员。他曾代表意大利参加1976年和1980年冬季奥林匹克运动会雪橇比赛，其中1980年冬季奥运会获得一枚银牌。